# On The Record
On The Record fue un programa de televisión estadounidense de actualidad presentado en el canal Fox News conducido porla abogada Greta Van Susteren.
El programa ofrece las noticias del día, tras las últimas informaciones de los corresponsales en la ubicación y los funcionarios relacionados con el tema. Como la mayoría de las redes, el programa también consiste en un análisis de los analistas jurídicos de la red y el host en las historias que siguen. Además, el programa también puede descarrilar las historias criminales a seguir como últimas noticias del día, al igual que otros programas en la red.
El programa se transmitía en directo de lunes a viernes a las 10:00 p. m. ET y repite a la 1:00 a. m. ET.
Desde el 2013 el programa se emite a las 7:00 p. m. ET de lunes a viernes.

## Últimos años
El 6 de diciembre del 2016 Greta Van Susteren anunció públicamente  que abandonaría Fox News. El analista político Brit Hume fue nombrado presentador interino del programa durante el ciclo electoral de ese mismo año, y el jueves y el viernes tuvo dos anfitriones invitados: Martha MacCallum y Ed Henry siendo el viernes 11 de noviembre del 2016 su último programa. Fue reemplazada en el 2016 por el programa Tucker Carlson Tonight.[cita requerida]

## Grandes entrevistas
Pese a que Greta Van Susteren es una abogado con una amplia experiencia en la ley (incluyendo los años de enseñanza como profesora adjunta en la Escuela de Derecho de Georgetown), también abarca cuestiones políticas y realiza entrevistas con los principales presidentes como George H.W. Bush, Bill Clinton y George W. Bush , y viajó al exterior con la Casa Blanca. Ella también ha hecho varios viajes a Alaska y se entrevistó con la gobernadora Sarah Palin. También tuvo una entrevista con Rush Limbaugh, por teléfono. Ha entrevistado a los demócratas, como el expresidente Bill Clinton en 2008. Y a la secretaria de Estado Hillary Clinton en julio de 2009.

## Críticas
A finales de 2005, hubo una considerable cobertura por On the Récord del asunto de la desaparición de Natalee Holloway. Como pasaba el año, la cobertura de la historia se trasladó de la caja real a los esfuerzos de Beth Holloway y Twitty. Además, han colocado a la historia en el registro más altos hasta la fecha, de mantenimiento en primera plana, aunque esencialmente no hay información nueva salida a la luz. Esta cobertura fue calificada de "síndrome de la mujer blanca", con la adición de otras historias cubiertas en los meses siguientes. El interés en la historia finalmente ha reducido, aunque la página web del programa continuó con una sección especial sobre el caso.